# Fazıl Aysu
Fazıl Aysu (1912 – 2013. október 31.) török építész. Nevezetesebb munkái: a Beşiktaş İnönü Stadion, Isztambul, 1947 (Paolo Vietti–Violi és Şinasi Şahingiray építészekkel közösen, törökül: Beşiktaş İnönü Stadyumu), Ali Sami Yen Stadion (Şişli, Isztambul) és Lütfi Kırdar Kongresszusi és Kiállítási Központ, Isztambul, 1949 (törökül: Lütfi Kırdar Kongre ve Sergi Sarayı).

## Életrajz
A középiskolát az isztambuli Fiú Líceumban végezte, ezt követően a Képzőművészeti Főiskola Építészeti Karán szerzett diplomát. Tanulmányai alatt számos építészeti irodában dolgozott, majd az iskola elvégzése után Bruno Taut professzor asszisztense lett.
A TEKEL – török állami monopóliumként működő dohány- és szeszesital-forgalmazó vállalat – igazgatósági épület terveinél is közreműködött.

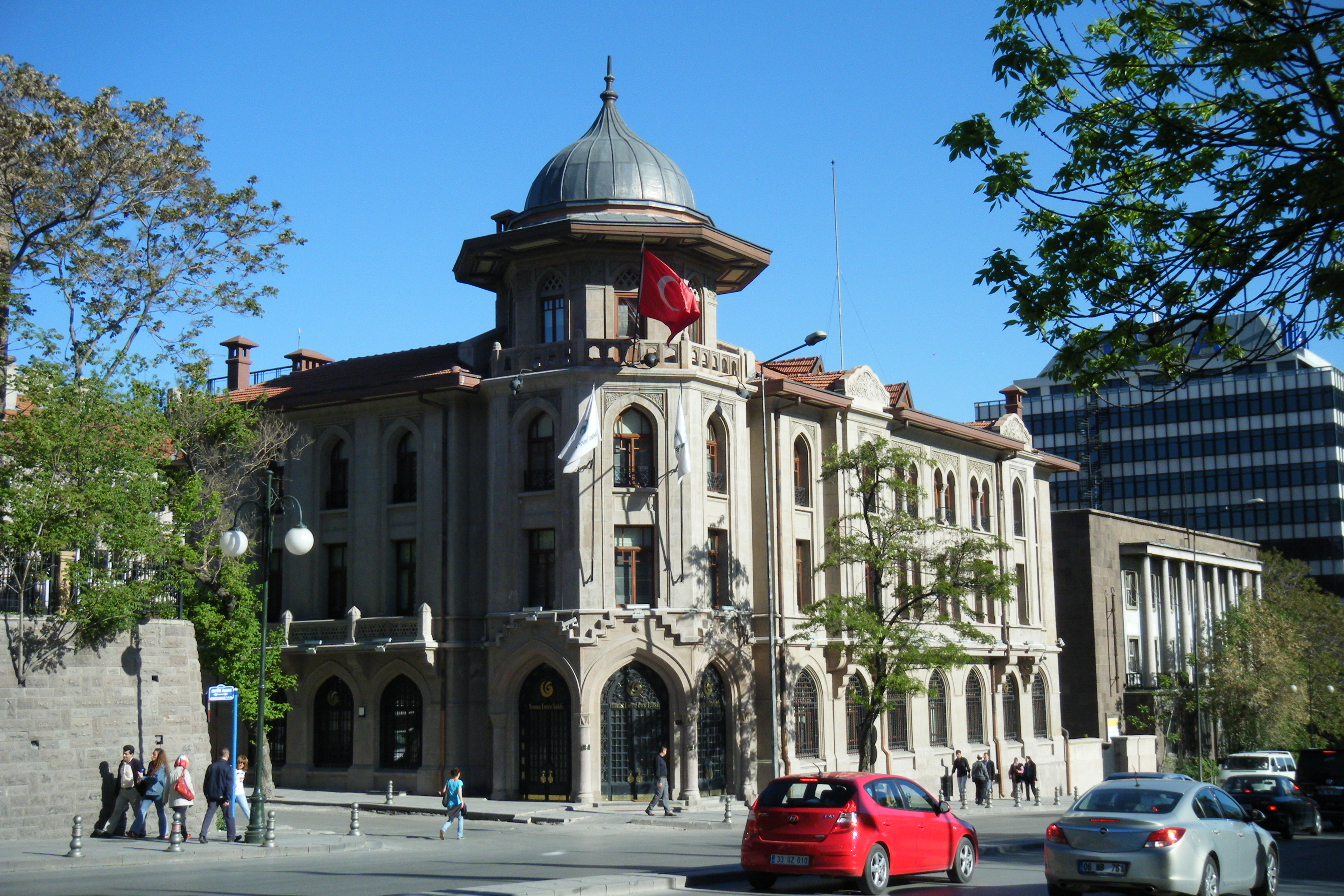
A Tekel központi épülete, Ankara (1928), jelenleg a Yunus Emre Intézet központja

1937-ben az Ankarai Egyetem Nyelv és történelem, földrajzi kar terveinek kidolgozásában is részt vállalt, később Bursa, Yenişehir, valamint Safranbolu Bağlar kerületének fejlesztési terveinek előkészítésében is részt vett. Ezután a rodostói borüzem (törökül: Tekirdağ Şarap Fabrikası) terveit alkotta meg, 1939 után a Sümerbank Kiállítási Épülete (később: Muhsin Ertuğrul Színház) munkáit fejezte be.
1947-ben a közreműködésével épült meg a Beşiktaş İnönü Stadion. Majd az isztambuli Fatih negyedben található Karagümrük stadion, Beykoz Sportklub és a Taksim Teniszklub épületei következtek munkái során.
1949 után a Şinasi Şahingiray közösen tervezett Philips Központ és a leventi Rádiógyár építészeti munkái is befejeződtek.
Az 1970-es években – négy éven át – az alapítványi Cağaloğlu Főiskola Építőmérnöki és Iparművészeti Karának igazgatója volt.

## Fordítás
- Ez a szócikk részben vagy egészben  a   Fazıl Aysu című török Wikipédia-szócikk fordításán alapul.  Az eredeti cikk szerkesztőit annak laptörténete sorolja fel. Ez a jelzés csupán a megfogalmazás eredetét és a szerzői jogokat jelzi, nem szolgál a cikkben szereplő információk forrásmegjelöléseként.